# Max Werner (Politiker)
Max Werner (* 1. September 1893 als Josef Werner in Kitzbühel, Tirol; † 14. April 1972 ebenda) war ein österreichischer Politiker des Tiroler Bürgerlichen Ständebundes.

## Ausbildung und Beruf
Nach dem Besuch der Volks- und Realschule lernte er den Beruf des Kaufmanns. Er wurde Kaufmännischer Angestellter und übernahm im Jahr 1919 die elterliche Eisen- und Kohlehandlung.

## Politische Funktionen
- Obmann des Tiroler Handels- und Gewerbebundes („Hagebund“)

## Politische Mandate
- 2. Dezember 1930 bis 14. Dezember 1933: Abgeordneter zum Nationalrat (IV. Gesetzgebungsperiode), HB
- 14. Dezember 1933 bis 2. Mai 1934: Abgeordneter zum Nationalrat (IV. Gesetzgebungsperiode), LBd

## Sonstiges
Max Werner wurde als Kandidat des Bürgerlichen Ständebundes Tirol auf einer gemeinsamen Liste mit der Heimatwehr in den Nationalrat gewählt. Dort war er zunächst Hospitant im Klub des Heimatblocks, dann in jenem des Landbundes. Im Jahr 1938 verbüßte er eine politische Freiheitsstrafe und wurde inhaftiert. Er bekam ein Aufenthaltsverbot im Bezirk Kitzbühel und übersiedelte nach München. Nach seiner Rückkehr organisierte er ab 1943 eine Widerstandsgruppe. Nach dem Krieg wurde er interimistisch Bezirkshauptmann von Kitzbühel.